# Zipp Quantum

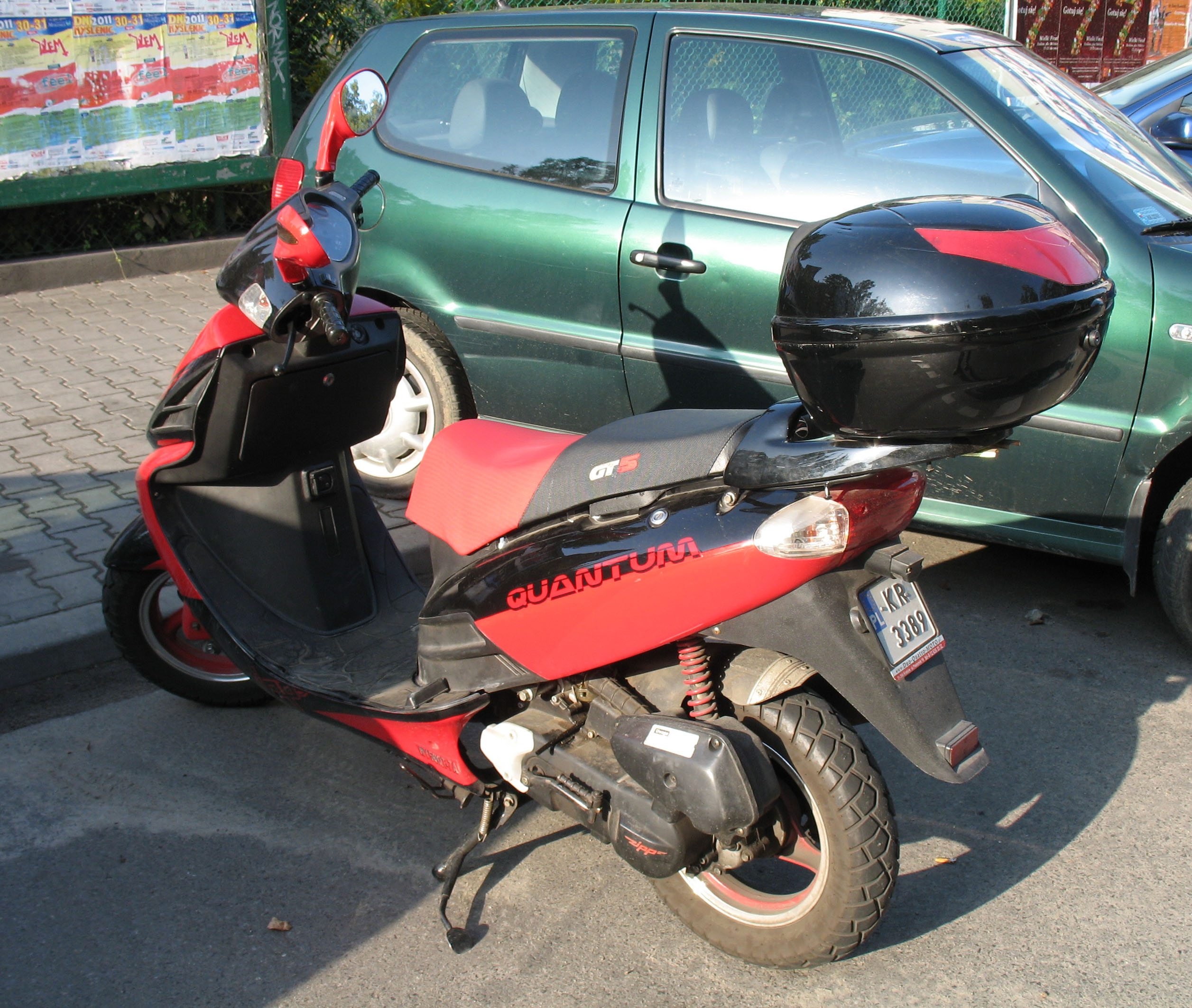
Zipp Quantum GT5

Zipp Quantum – skuter produkowany od 2005 roku w Chinach na zlecenie firmy Zipp Skutery. W 2007 roku ukazała się odświeżona wersja GT5, w 2010 roku wersja RS a w 2011 roku wersja R. Wszystkie te wersje bazują na tym samym silniku stosowanym w najstarszej wersji.

## Opis modelu
Zadebiutował na rynku w 2005  roku. Skuter napędzany przez jednocylindrowy chłodzony powietrzem silnik w wersji 2T lub 4T o pojemności 49 cm³. W wyposażeniu pojazdu jest kufer w kolorze nadwozia oraz alarm na pilota (od 2011 roku, alarm nie jest w wyposażeniu podstawowym). Oferowany jest w kolorach: czarno-srebrny, czerwono-czarny, żółto-grafitowy i biało-czerwony.
Produkowany jest również model Quantum z motocyklowym silnikiem o pojemności 125 cm³ lecz tylko w wersji GT5. Ma on moc maksymalną 4,8 kW (6,6 KM) przy 7500 obr./min, moment obrotowy sięga 7,1 Nm przy 7000 obr./min. Motocykl oferowany jest w kolorach: czerwono-czarny, żółto-grafitowy i biało-czerwony.

## Dane techniczne
| Marka i model                 | Zipp Quantum 50                                    | Zipp Quantum 125                                   |
| ----------------------------- | -------------------------------------------------- | -------------------------------------------------- |
| Lata produkcji                | 2005 - nadal produkowany                           | 2008 - nadal produkowany                           |
| Rozstaw osi (mm)              | 1380 mm                                            | 1380 mm                                            |
| Waga pojazdu / całkowita (kg) | bez płynów 97 kg / (247) kg                        | bez płynów 115 kg / (247) kg                       |
| Pojemność skok. (cm³)         | 49 cm³                                             | 125 cm³                                            |
| Silnik                        | 1 cylinder/chłodzony powietrzem                    | 1 cylinder/chłodzony powietrzem                    |
| Typ silnika                   | czterosuwowy                                       | czterosuwowy                                       |
| Skrzynia biegów (M/A)         | Automatyczna                                       | Automatyczna                                       |
| Stopień sprężania             | 10,5:1                                             | 10,5:1                                             |
| Moc kW (KM)                   | 3,2 kW (4,35 KM) przy 7500 obr./min (zablokowany). | 4,8 kW (6,60 KM) przy 7500 obr./min (odblokowany). |
| Maks. moment obrotowy         | 4,0 Nm przy 6500 obr./min                          | 7,1 Nm przy 7000 obr./min                          |
| Typ zapłonu                   | C.D.I                                              | C.D.I                                              |
| Prędkość maksymalna (km/h)    | około 45-65 km/h                                   | około 80-100 km/h                                  |
| Prędkość minimalna (km/h)     | < 1,1 km/h                                         | < 1,8 km/h                                         |
| Pokonywanie wzniesień         | >6o                                                | >6o                                                |
| Kąt skrętu                    | >45o                                               | >45o                                               |
| Długość zawracania            | <3200 mm                                           | <3200 mm                                           |
| Zbiornik paliwa (l)           | 5,0 l                                              | 5,5 l                                              |
| Układ elektryczny             |                                                    |                                                    |
| Świece zapłonowe              | NGK B8HS                                           | NGK B8HS                                           |
| Akumulator                    | 12V/7 Ah                                           | 12V/7 Ah                                           |
| Bezpiecznik                   | 10 A                                               | 10 A                                               |
| Główne światło                | 2 x 12V 18 W                                       | 2 x 12V 35 W                                       |